# Marknadsföreningen i Malmö
Marknadsföreningen i Malmö (MiM) är ett nätverk för människor som arbetar med information, marknadsföring, kommunikation och reklam inom företag och offentlig förvaltning. Föreningen, som är ideell och grundades 1932, ingår tillsammans med landets övriga marknadsföreningar och cirka 900 andra organisationer och företag i Sveriges Marknadsförbund. Föreningen har idag omkring 700 medlemmar som har möjlighet att träffas vid olika event och seminarier varje månad.
Föreningen kallades Malmö försäljnings- och reklamförening fram till 1968 när det nuvarande namnet togs. En medlemstidning kallad MIM-aktuellt (innan 1968 Mfr-aktuellt) utgavs fram till år 2006.